# Povegliano Veronese
Povegliano Veronese – miejscowość i gmina we Włoszech, w regionie Wenecja Euganejska, w prowincji Werona.
Według danych na rok 2004 gminę zamieszkiwały 6542 osoby, 363,4 os./km².